# تافاجناسكو
تافاجناسكو هي بلدية في مدينة تورينو الكبرى في منطقة بيدمونت الإيطالية، وتقع على بعد حوالي 50 كيلومترا (31 ميلًا) شمال تورينو.
تقع تافاجناسكو على حدود البلديات التالية: سيتيمو فيتون، كوينسينيتو، ترافيرسيلا، بروسو، وكواسولو.

## وصلات خارجية
- الموقع الرسمي